# Sporting Bettemburg
Der Sporting Club Bettemburg ist ein luxemburgischer Fußballverein aus Bettemburg.

## Geschichte
Der Verein wurde 1927 als Sporting Club Bettemburg gegründet. Nach der deutschen Besetzung Luxemburgs 1940 wurde er in FK 1927 Bettemburg umbenannt und vier Jahre später erfolgte die Rückbenennung in den ursprünglichen Namen.

## Herrenfußball
In den Spielzeiten 1947/48 und 1972/73 gehörte Sporting Bettemburg für jeweils eine Saison der höchsten luxemburgischen Spielklasse, der Nationaldivision an. Nach dem Abstieg 1973 pendelte der Verein zwischen der Ehrenpromotion und der viertklassigen 2. Division. 2024 gelang dem Klub vier Spieltage vor Saisonende nach 51 Jahren der Wiederaufstieg in die Erstklassigkeit.
In der Coupe de Luxembourg, dem nationalen Pokalwettbewerb, war das mehrmalige Erreichen des Achtelfinales der bislang größte Erfolg.

## Frauenfußball

### Erfolge
- Luxemburgischer Meister: 2017, 2019

### Europapokalbilanz
| Wettbewerb                            | Runde                                 | Gegner               | Spiel |
| ------------------------------------- | ------------------------------------- | -------------------- | ----- |
| UEFA Women’s Champions League 2017/18 | Qualifikation – Gruppe 10 in Sarajevo | PAOK Thessaloniki    | 0:8   |
| UEFA Women’s Champions League 2017/18 | Qualifikation – Gruppe 10 in Sarajevo | SFK 2000 Sarajevo    | 0:3   |
| UEFA Women’s Champions League 2017/18 | Qualifikation – Gruppe 10 in Sarajevo | KS Vllaznia Shkodra  | 0:2   |
| UEFA Women’s Champions League 2019/20 | Qualifikation – Gruppe 4 in Charkiw   | FK Minsk             | 0:12  |
| UEFA Women’s Champions League 2019/20 | Qualifikation – Gruppe 4 in Charkiw   | Schytlobud-1 Charkiw | 0:6   |
| UEFA Women’s Champions League 2019/20 | Qualifikation – Gruppe 4 in Charkiw   | ŽNK Split            | 2:7   |

Gesamt: 6 Spiele, 6 Niederlagen, 2:38 Tore (Tordifferenz −36)

Beste Torschützin: Kate Thill (2 Tore)